# Siglerville
Siglerville es un lugar designado por el censo ubicado en el condado de Mifflin en el estado estadounidense de Pensilvania. En el Censo de 2010 tenía una población de 106 habitantes y una densidad poblacional de 343,92 personas por km².

## Geografía
Siglerville se encuentra ubicado en las coordenadas 40°44′13″N 77°31′55″O / 40.73694, -77.53194. Según la Oficina del Censo de los Estados Unidos, Siglerville tiene una superficie total de 0.31 km², de la cual 0.31 km² corresponden a tierra firme y (0%) 0 km² es agua.

## Demografía
Según el censo de 2010, había 106 personas residiendo en Siglerville. La densidad de población era de 343,92 hab./km². De los 106 habitantes, Siglerville estaba compuesto por el 95.28% blancos, el 0% eran afroamericanos, el 0% eran amerindios, el 1.89% eran asiáticos, el 0% eran isleños del Pacífico, el 0% eran de otras razas y el 2.83% pertenecían a dos o más razas. Del total de la población el 0% eran hispanos o latinos de cualquier raza.